# Inoceramus
Inoceramus (Sowerby, 1814) è un genere di molluschi estinto, appartenente ai bivalvi. Visse tra il Giurassico inferiore e il Cretacico superiore (circa 190 - 80 milioni di anni fa) e i suoi resti fossili sono stati ritrovati in gran parte del mondo.

## Descrizione
Questi molluschi avevano una forma subquadrangolare od ovale, con una conchiglia più alta che lunga e una valva sinistra più convessa di quella destra. La linea cardinale era dritta ed era presente un legamento multivincolare impostato su una serie di fossette distribuite parallelamente. All'interno era visibile la linea palleale, continua. La muscolatura era formata da due muscoli adduttori, uno dei quali era nettamente più sviluppato. L'ornamentazione esterna era costituita da numerose pieghe ad andamento concentrico.

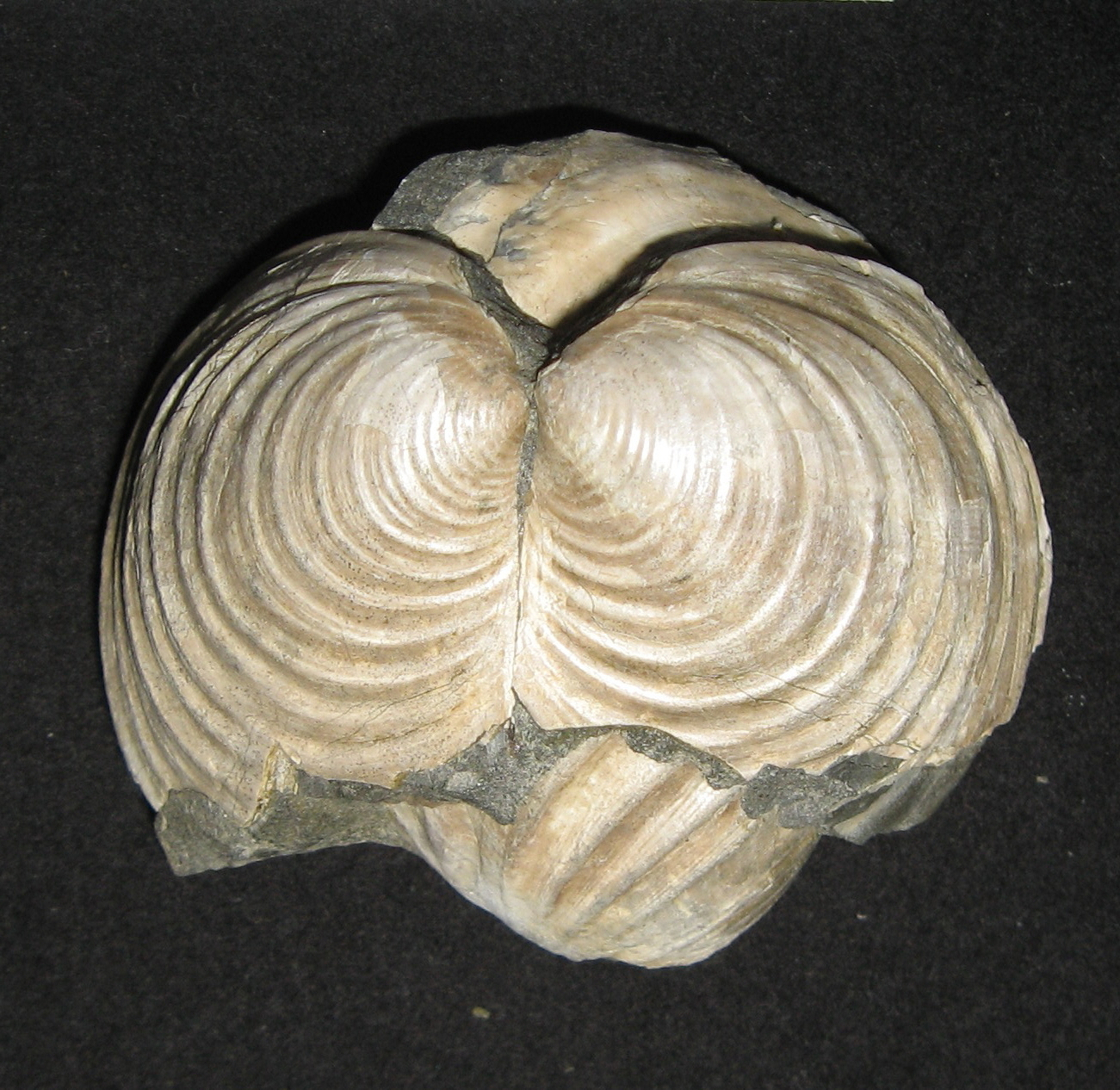
Inoceramus vancouverensis

 Solitamente le conchiglie di Inoceramus non superavano i 10 centimetri di diametro, ma a volte erano molto più grandi.

## Paleoecologia
Inoceramus doveva essere una forma bentonica, che si fissava al substrato grazie al bisso, presente lungo una scanalatura della valva destra, oppure per cementazione della valva destra al substrato.

## Tassonomia
Inoceramus è il rappresentante più noto e diffuso di un gruppo di bivalvi, gli Inoceramidae, molto diffusi nei mari dell'era Mesozoica. Inoceramus, in particolare, è diffusissimo con numerose specie in gran parte del mondo, e dal momento che le varie specie sono caratteristiche di ben determinati orizzonti geologici, esse sono ottimi fossili guida. Tra gli inoceramidi vi furono anche alcuni veri giganti, come Platyceramus, del diametro di circa 3 metri. 

### Specie
Sono state descritte le seguenti specie:
- Inoceramus aequicostatus
- Inoceramus albertensis
- Inoceramus altifluminis
- Inoceramus americanus
- Inoceramus andinus
- Inoceramus anglicus
- Inoceramus anilis
- Inoceramus anomalus
- Inoceramus anomiaeformis
- Inoceramus apicalis
- Inoceramus arvanus
- Inoceramus brownei
- Inoceramus carsoni
- Inoceramus corpulentus
- Inoceramus costellatus
- Inoceramus coulthardi
- Inoceramus cuvieri
- Inoceramus dominguesi
- Inoceramus dowlingi
- Inoceramus dunveganensis
- Inoceramus elburzensis
- Inoceramus everesti
- Inoceramus fibrosus
- Inoceramus formosulus
- Inoceramus fragilis
- Inoceramus frechi
- Inoceramus galoi
- Inoceramus gibbosus
- Inoceramus ginterensis
- Inoceramus glacierensis
- Inoceramus howelli
- Inoceramus incelebratus
- Inoceramus inconditus
- Inoceramus kystatymensis
- Inoceramus lamarcki
- Inoceramus lateris
- Inoceramus mesabiensis
- Inoceramus morii
- Inoceramus multiformis
- Inoceramus mytiliformis
- Inoceramus nipponicus
- Inoceramus pictus
- Inoceramus pontoni
- Inoceramus porrectus
- Inoceramus prefragilis
- Inoceramus pseudolucifer
- Inoceramus quenstedti
- Inoceramus robertsoni
- Inoceramus saskatchewanensis
- Inoceramus selwyni
- Inoceramus sokolovi
- Inoceramus steinmanni
- Inoceramus subdepressus
- Inoceramus subundatus
- Inoceramus tenuirostratus
- Inoceramus undabundus
- Inoceramus ussuriensis
- Inoceramus vancouverensis